# (100048) 1991 TE14
1991 تي إي 14 (ويعرف أيضًا باسم (100048) 1991 تي إي 14 وفق تسمية الكوكب الصغير) (بالإنجليزية: 1991 TE14)‏ هو كويكب ضمن حزام الكويكبات؛ وترتيبه 100048 من حيث الاكتشاف.
اكتُشف هذا الجُرم الفلكي بواسطة Charles P. de Saint-Aignan ‏ في 2 أكتوبر 1991.

## وصلات خارجية
- (100048) 1991 TE14 في قاعدة بيانات مختبر الدفع النفاث لأجرام النظام الشمسي الصغيرة

- الاكتشاف · مخطط المدار ·  العناصر المدارية · المعلمات المادية

- (100048) 1991 TE14 على موقع ويكي سكاي: DSS2, SDSS, GALEX, IRAS, Hydrogen α, X-Ray, Astrophoto, Sky Map, Articles and images